# Gaspar Dias

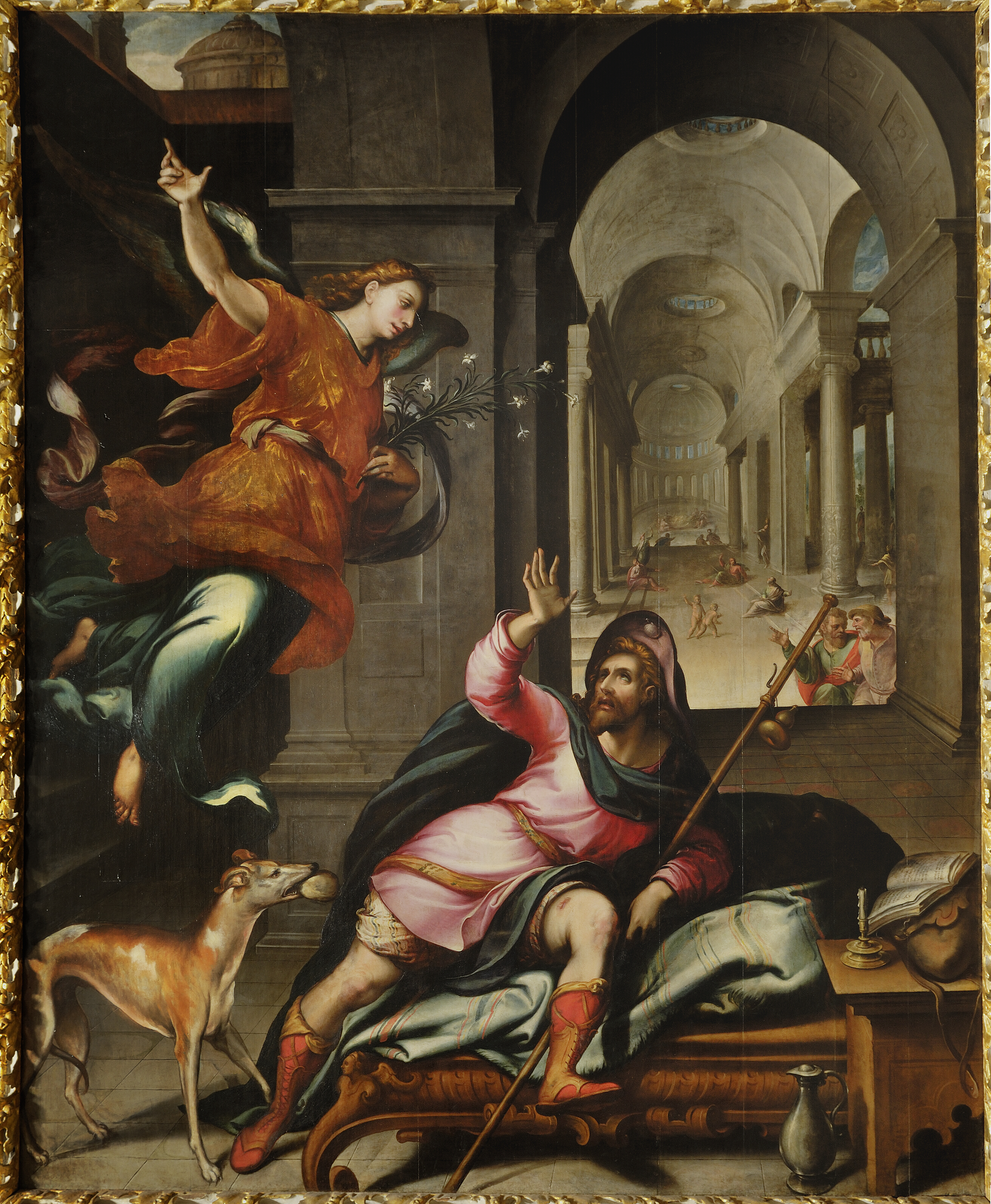
Apparizione dell'angelo a san Rocco, 1584, Chiesa di San Rocco, Lisbona

Gaspar Dias (... – Lisbona, ...; fl. 1560-1591) è stato un pittore portoghese manierista.

## Biografia
Fu definito più volte il Raffaello portoghese, di cui egli stesso fu allievo.
Ritenuto da Joaquim Caetano, insieme ad Alonso Coello, il più promettente del suo tempo, fu inviato in Italia dal re Giovanni III del Portogallo, al fine di migliorare il suo stile e perfezionare la sua arte. Prese come modello le opere di Raffaello e Michelangelo, di cui fu allievo.
Tornato in patria, dipinse, per ordine del sovrano, diversi dipinti ad olio per il Monastero Reale di Belém e altre chiese; tra questi si annoverano il martirio di Santa Caterina e le nozze mistiche di Santa Caterina, entrambe esposte al MNAA. Nell'aprile 2016, la sua Apparizione dell'Angelo a San Rocco è stata selezionata come una delle dieci opere artistiche più importanti in Portogallo dal progetto Europeana.